# Cultura capsiana

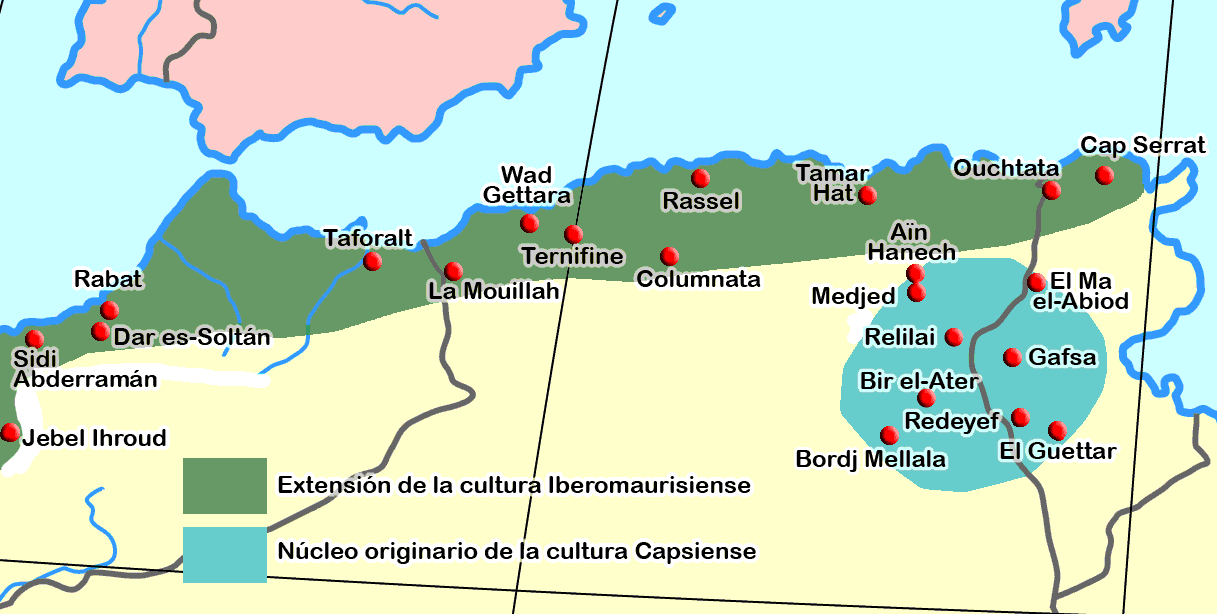
Território das culturas ibero-maurisiana e capsiana

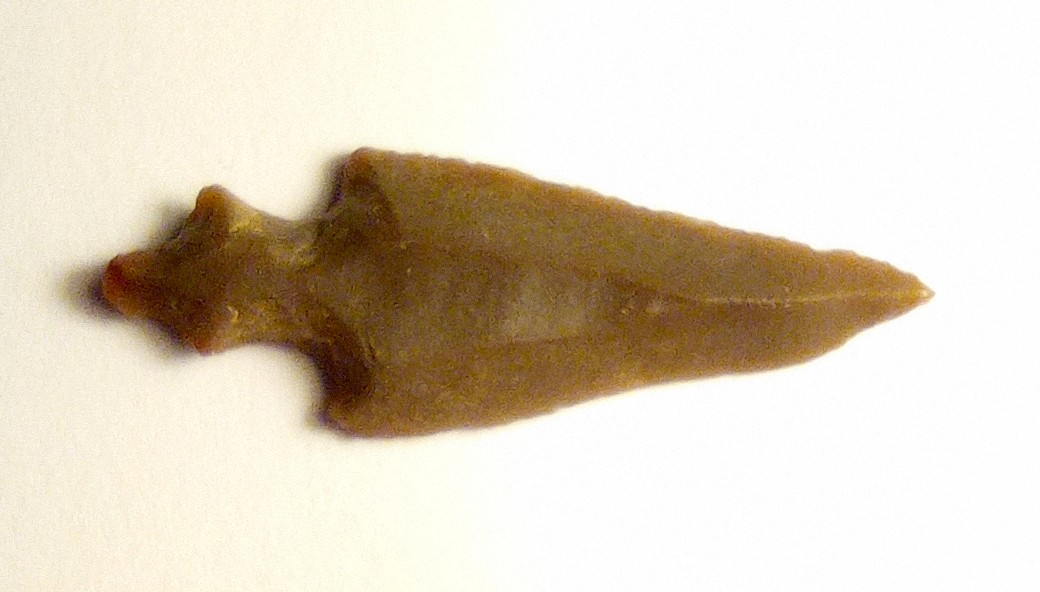
Ponta de seta do Mesolítico da cultura capsiana

A cultura capsiana (nomeada após a cidade de Gafsa na Tunísia), foi uma cultura mesolítica do Magrebe, que durou de cerca de 10 000 a 6 000 a.C., concentrando-se principalmente na moderna Tunísia e na Argélia, com alguns sítios atestados em Cirenaica (Antiga Líbia).
É dividida tradicionalmente em três variantes: a Capsien typique (Capsiano Típico), a Capsien supérieur (Capsiano Superior) e Capsien néolithique (Capsiano Neolítico) que às vezes são encontrados em sequência cronológico-estratigráfica. Eles representam variantes de uma tradição, a diferença entre eles sendo ambos tipológicos e tecnológicos.
Durante o período, o ambiente de Magrebe era uma savana aberta, muito parecido a moderna África Oriental, com matas atlânticas em altitudes mais elevadas. A dieta capsiana incluía uma grande variedade de animais, variando de auroques e bubalinos para lebres e caracóis; há pouca evidência sobre o consumo de plantas..  Durante a sucessão Neolítica da Tradição Capsiana, há evidências de um sítio, para domesticação, provavelmente de caprinae importados.
Anatomicamente, as populações capsianas foram do homo sapiens moderno, tradicionalmente classificado em dois tipos “raciais”: proto-mediterrânica e Mechta-Afalou com base na morfologia do crânio. Alguns tem argumentado que eram imigrantes do leste, enquanto outros defendem a continuidade populacional com base em características físicas dos esqueletos e em outros critérios,.
Dada sua ocorrência generalizada no Saara, a cultura capsiana é identificada por alguns linguistas como um possível ancestral dos falantes de línguas afro-asiáticas modernos da África e Oriente Médio, incluindo as línguas berberes do Norte da África..
Nada é conhecido sobre a religião capsiana, mas seus métodos de enterro sugerem uma crença na vida após a morte. Arte decorativa é amplamente encontrada em seus sítios, incluindo pinturas rupestres figurativas e abstratas, é ocre é encontrado colorindo amos ferramentas e cadáveres. Ovos de avestruz foram usados para fazer miçangas e outros recipientes; conchas foram utilizadas para colares.
A prática Ibero-Maurisiana de exodontia dos dentes incisivos centrais continuou esporadicamente, mas tornou-se ara.
A indústria eburrana que é datada de 13.000 a 9.000 a.C. na leste africano, foi formalmente conhecida como "Capsiana do Quênia" devido as semelhanças na forma das lâminas de pedra.
As pinturas rupestres encontradas em Tassili n'Ajjer, ao norte de Tamanrasset, Argélia, e em outras localizações, retratam cenas vibrantes e vividas do quotidiano, no Centro Norte da África durante o Período Subpluvial Neolítico (aproximadamente 8 000 a 4 000 a.C.). Eles foram executados por um povo de caçadores, durante o Neolítico Capsiano, que viviam em uma região de savana repleta de búfalos gigantes, elefantes, rinocerontes e hipopótamos, animais que não existem mais na área agora desértica. As pinturas fornecem o mais completo registro de uma cultura pré-histórica africana.